# 节奏剧场 Final Bar Line
《節奏劇場 Final Bar Line》是Indieszero开发、史克威尔艾尼克斯于2023年发行的节奏游戏，对应任天堂Switch和PlayStation 4平台。

## 玩法

玩家在音符进入判定圈时准确操作。背景画面中，玩家的四人小队在同敌人战斗，其战斗表现取决于玩家的演奏准度。

一如节奏剧场系列前作，《Final Bar Line》是融入角色扮演要素的节奏游戏。玩家选择四名角色构成队伍游玩音乐谱面，根据音乐节奏准确地击打音符，成功通过关卡。而和支持触摸操作的任天堂3DS系列前作不同，本作因对应家用游戏机之故，仅支持按键操作，故操作模式有所改变。
游戏音乐谱面分为三类，即战斗音乐场面（BMS）、场景音乐场面（FMS）、事件音乐场面（EMS），分别对应不同的游玩模式。战斗场面中，屏幕出现四条横向固定轨道，音符从轨道右端出现向左端的判定圈移动。音符有多种类型，分别对应短按按键、长按按键、拨动摇杆操作。玩家需在音符进入判定圈时，准确执行相应操作。场景场面中，音符同样从右向左移动。但此模式中长按音符会上下弯曲，玩家在长按按键的同时，还需根据滑动摇杆追踪弯曲方向。事件场面的操作模式同战斗场面类似，唯音符轨道改为垂直方向、音符从上方下落。该模式的背景画面为游戏原作画面剪辑。
《Final Bar Line》作为节奏游戏，有着相对丰富的角色扮演游戏要素。游戏以Q版形象收录了最终幻想系列各作的104名角色。每名角色都有各异的等级、能力值、职业类型和技能。演奏乐曲前，玩家需要编组一支四人小队；游玩时，角色会自动与屏幕中出现的怪物战斗。角色的战斗表现取决于玩家的演奏情况——团队会随玩家精准操作打出高伤害，并因玩家操作错误而损失生命值。如果团队的生命值耗尽，则乐曲演奏即为失败。玩家成功演奏乐曲后，参战角色将会获得经验值，从而提升等级。随着等级提升，角色的能力值将增强，并逐步习得新的技能。通过强化角色与搭配阵容，玩家将更容易通过高难度关卡。
《节奏剧场 Final Bar Line》支持至多四人对战。

## 开发与发行

右侧细粗双竖线为代表乐曲结束的终止线，游戏标识中亦出現了此标记

《节奏剧场 Final Bar Line》由Indieszero开发。史克威尔艾尼克斯制作人、节奏剧场系列制作人间一朗继续担任游戏制作，Indieszero董事长铃井匡伸担任监督。游戏于2021年初Windows版《王國之心 記憶旋律》完工时立项；游戏开发周期约两年，属于Indieszero的平均制作周期。游戏标题「Final Bar Line」是和最终幻想系列制作人野村哲也商讨后决定的。该词取自音乐术语中表示曲目结束的终止线（end bar line）。此标题在开发初期即已敲定，代表节奏剧场系列的最终作。开发者怀着开发系列最后作品的心态，让游戏成为「集大成」之作，希望游戏能让玩家游玩十年。为避免标题过长且重复出现「Final」一词，野村哲也提出去掉「最终幻想」一词。同时虽然游戏以最终幻想系列音乐为主轴，但开发团队亦认为现在是时机将「节奏剧场」作为独立品牌打出。Indieszero和史克威尔艾尼克斯磋商，将游戏发行日定为2月16日，和系列初代作品同日。
开发者注意到2014年任天堂3DS前作《最终幻想 节奏剧场 谢幕》依然有玩家对战，并收到玩家希望在家用机上游玩节奏剧场作品的请愿，便决定制作一款收录最终幻想系列近期作品的新作。开发者称街机虽然利于体验节奏游戏元素，但却难以展现角色扮演要素。由于团队已有街机版游戏和《王國之心 記憶旋律》的开发经验，且在开发《記憶旋律》时积累了用Unity引擎制作节奏游戏的经验，因此开发商认为现在是制作家用机版节奏剧场的好时机。游戏的定位是《节奏剧场 谢幕》續作，但也兼顾街机版《节奏剧场》狂热玩家，因此譜面難度跨度廣泛，無論非節奏遊戲玩家還是節奏遊戲迷都能享受。然而開發團隊因已經熟悉了節奏遊戲，因此製作的譜面普遍偏難。在開發到2/3時，有不擅長節奏遊戲的團隊成員指了這一問題。因此開發團隊又審核與重做譜面。开发者希望强化角色扮演要素，不擅长节奏游戏的玩家也可以通过强化角色、搭配技能来演完音乐。
系列任天堂3DS前作支持触控和按键双操作，而街机版游戏和《王國之心 記憶旋律》仅支持按键操控。制作《Final Bar Line》时，开发者考虑过保留触控操作。但由于任天堂Switch采用电容屏幕，难以像3DS的感压式屏幕般分辨点击和滑动，3DS之后作品出现的双押谱面不宜使用触控操作，而为触摸和按键模式分别设计谱面工作量庞大，且因此开发人员反复商讨后，决定只保留按键操作。在3DS前作事件音乐场面中，判定圈会像音乐指挥棒那样变速移动。因这种模式受到不佳反响，本作借鉴了《节奏剧场 勇者斗恶龙》和《記憶旋律》的经验，将音符显示为从屏幕内侧向外流动的效果，以配合游戏视频剪辑。
《Final Bar Line》共收录502首曲目，其中本体收录385首、豪华版独家收录曲目27首、追加下载曲目90首，其中相对于《谢幕》有167首新曲。收录曲目以最终幻想系列本传乐曲为主，但也包括手机游戏等系列外传乐曲，以及尼尔系列、时空系列等其他史克威尔艾尼克斯游戏乐曲。制作者首先列出了庞大的曲目表，然后进行商讨筛选。選曲時團隊考慮了樂曲的人气和传唱度，並參考了音樂會的曲目表。樂曲和节奏游戏的契合度亦是重要的考慮因素。此外开发者选曲时还考虑了街机版游戏的调查数据。运营十余年的网络游戏《最终幻想XIV》曲目基数大，因此《Final Bar Line》收录了较多的33首曲目。因遊戲面向全球市場，歌曲版权就成爲了一項問題。例如團隊為收錄王菲的《最终幻想VIII》主题曲〈Eyes on Me〉而交涉了一年。有些曲目因無法談妥版權問題而放棄收錄。
游戏于2022年9月13日的任天堂直面会上正式公布，并确认2023年2月16日发售。同日，任天堂香港确认本作的港版将支持繁简中文的游戏内容。本作是系列首次支持中文，但声乐歌曲因本身就不显示歌词，故这部分内容未有翻译。2023年2月1日，游戏发布免费试玩版。

## 反响
据Metacritic统计，《节奏剧场 Final Bar Line》获得媒体的「总体正面评价」。
媒体对《Final Bar Line》的曲库阵容表示称赞。评论称连同最终幻想系列外传作品音乐，以及史克威尔艾尼克斯其他游戏的名曲在内，本作连同追加内容在内累计收录500余首曲目，数量达到节奏剧场系列之最，可谓集大成之作。评论还称其中许多最终幻想重混和改编曲目也值得游玩。但对于《札纳尔坎德》等名曲仅收录在豪华版中的商业行为，评论也表示不满。
评论同样称赞操作和谱面设计。任天堂3DS上的系列前作支持触控游玩，而本作由于平台转移仅支持按键操作。评论认为游戏成功应对了操作转变问题，不但还原了前作的爽快感，还根据主机操作特性增加了双押谱面和点击、长按、滑动的组合玩法。虽然有玩家怀念触控操作，但媒体也认为本作按键与摇杆搭配的操作很有新意，虽然高难度曲目有时感觉蹩脚，但手感总体非常爽快。评论还指出本作兼顾音乐游戏新手和狂热玩家：新玩家可以「简易风格」轻松通关，音乐游戏硬核玩家则可挑战本作新增的「超絕」难度。
评论称赞《Final Bar Line》融合角色扮演要素的设计。IGN的评测称，玩家即使不擅长音乐游戏，也可以通过队伍设置和技能搭配完成演奏。对于任务模式，IGN称游戏没有吸引人的剧情要素，但3DMGAME和篝火营地的评测认为游戏关卡设计精心，音乐出现顺序与最终幻想原作游戏流程对应，能让玩家重温各作故事。
在日本市场，《Final Bar Line》任天堂Switch实体版首周销量1.15万份，位列周榜第6，PlayStation 4实体版首周销量为3,600份。